# Michael Attenborough
Michael John Attenborough (Londra, 13 febbraio 1950) è un regista teatrale e direttore artistico britannico.

## Biografia
Primogenito di Richard Attenborough e Sheila Sim, Michael Attenborough è nato a Londra nel 1950 e ha studiato all'Università del Sussex; suo zio è David Attenborough.
È stato direttore artistico associato del Mercury Theatre di Leeds dal 1974 al 1979 e del Young Vic di Londra dal 1979 al 1980. Dal 1984 al 1989 è stato direttore artistico dell'Hampstead Theatre e poi regista associato e produttore esecutivo della Royal Shakespeare Company dal 1990 al 2002. Dal 2002 al 2013 è stato direttore artistico dell'Almeida Theatre. Nel corso della sua carriera ha diretto numerosi allestimenti di opere di Shakespeare, ma anche di drammi contemporanei. Nel 1985, per esempio, ha diretto la prima britannica del dramma 'Night Mother, premiato con il Premio Pulitzer per la drammaturgia. Per la sua attività teatrale è stato proclamato Commendatore dell'Ordine dell'Impero Britannico nel 2013 e ha ricevuto lauree honoris causa dall'Università del Sussex e dall'Università di Leicester.
Il primo matrimonio con Jane Seymour, contratto nel 1971, è stato annullato nel 1973 e nel 1984 ha sposato l'attrice Karen Lewis, con cui ha avuto i figli Tom e Will Attenborough.